# Gyulai Várszínház
A Gyulai Várszínházat 1963-ban Miszlay István hívta életre Közép-Európa egyetlen épen maradt síkvidéki téglavárának, a gyulai vár falai között. Eleinte csak nyári színház volt, ám az évtizedek alatt nemzetközileg is elismert fesztiválhellyé vált és nyáron, illetve egész évben folytat színházi és Előadó-művészeti tevékenységet

## Története
A hatvanas években a szabadtéri színjátszás nagy fellendülésnek indult, ekkor fogalmazódott meg Miszlay Istvánban, aki a békéscsabai Jókai Színház főrendezője volt, hogy az akkoriban kiépülő fürdőhely – 1958-ban felújított – várában színház legyen, a nagy európai fesztiválok mintájára. A gyulai kezdeményezés a dubrovniki Nyári Játékok színházi programjának példája nyomán született 1961-1963 között. Miszlay István meggyőzte a minisztériumokat és a műemlék-felügyelőséget, hogy egy színház sem tesz kárt a történelmi épületben és végül sikerült megszereznie az engedélyeket, összekalapoznia a szükséges anyagokra valót. Ezután tizenegy éven át volt a várszínház művészeti vezetője. Az első bemutató 1964-ben – a szimbolikus jelentőségű – Victor Hugo: Hernani című drámája volt. Miszlay István nyaranta budapesti és vidéki válogatott színészekkel, békéscsabai kollégáival magyar történelmi drámákat és klasszikus vígjátékokat vitt színre. Az előadásokban dominált a vár: a történelmi kulissza, a látvány, a hangulat és az atmoszféra. Így született meg az előadást bevezető játékok ötlete: a kapu felé vezető úton fáklyával világító alabárdosok sorfala (így került közel a színházhoz és a gyulai várszínházhoz a későbbi igazgató, Gedeon József is), a lovasok, az őrségváltás, vagy az előadás kezdetét jelző ágyúlövés és a város szülöttének, Erkel Ferencnek örökbecsű dallama, a Hazám, hazám felcsendülése a fanfárok hangján. 1965-től folyamatosan alakult ki az a koncepció, hogy Gyula a magyar történelmi dráma fóruma legyen. A gyulai színdarabokat az első évektől az országos magyar sajtó figyelemmel kísérte.
1973-ban Sík Ferenc, a Pécsi Nemzeti Színház rendezője, főrendezője lett a művészeti vezető. Előbb elsősorban kortárs, majd határon túli magyar szerzők műveit mutatta be, illetve drámapályázatokat hirdetett. 1976-tól hangverseny és folklór program is színesítette a nyári fesztivált, 1987-ben pedig nemzetközi bábfesztivált rendeztek. 1978-ra vált a Gyulai Várszínház önálló intézménnyé. Első igazgatója – haláláig – 1993-ig Havasi István volt, aki már a kezdetektől fogva bábáskodott – városi népművelési felügyelőjeként – a színház létrejöttében. 1991-re kiszorult profiljából a kortárs dráma, helyét a magas szintű klasszikus drámák, operák vették át. Mellette elindultak a Jazz – Gedeon József javaslatára, aki a rendszerváltás óta, akkor még az önkormányzat kulturális osztályvezetőjeként dolgozott – és az első népzenei fesztiválok is. Sík Ferenc halála után Csiszár Imrét nevezték ki művészeti vezetőnek a megbízott igazgató pedig Cs. Tóth János volt.
1995-től pályázat útján került Gedeon József a Gyulai Várszínház élére és művészeti vezetőként ő állítja össze a színház programjait. Vezetése alatt a nyári évad hathetes összművészeti fesztivállá bővült, ahol 3-4 új színházi bemutatót tartanak, vendégelőadásokat hívnak a prózai és zenés színház, a táncművészet különböző műfajaiból. Koncerteket is tartanak, de megjelenik a fesztiválon a film- és a képzőművészet is. 2005-től rendezik meg a Shakespeare Fesztivált, 2006-tól a Vár Blues Fesztivált. Kétévente  rendezik meg az Irodalmi Humorfesztivált és a Népzenei Fesztivált, amely utóbbi 2014-től a Halmos Béla Népzenei és Világzenei Fesztivál nevet viseli.

## Fesztiválok
- Gyulai Vár Jazz Fesztivál – évente 1991-től
- Halmos Béla Népzenei és világzenei Fesztivál – 2 évente
- Irodalmi Fesztivál – 2 évente
- Westel Dixie Fesztivál – évente 1997–2006 között
- Shakespeare Fesztivál – évente 2005-től
- Vár Blues Fesztivál – évente 2006-tól

## A színház igazgatói
- Miszlay István (1963–1974)
- Sík Ferenc (1974–1978)
- Havasi István (1978–1993)
- Csiszár Imre (1994–1995)
- Gedeon József (1995–2016)
- Varga Marianna (2016–2017)[3][4]
- Elek Tibor (2017–)[5]